# Kirche Ss. Corpus Christi (Berlin-Prenzlauer Berg)

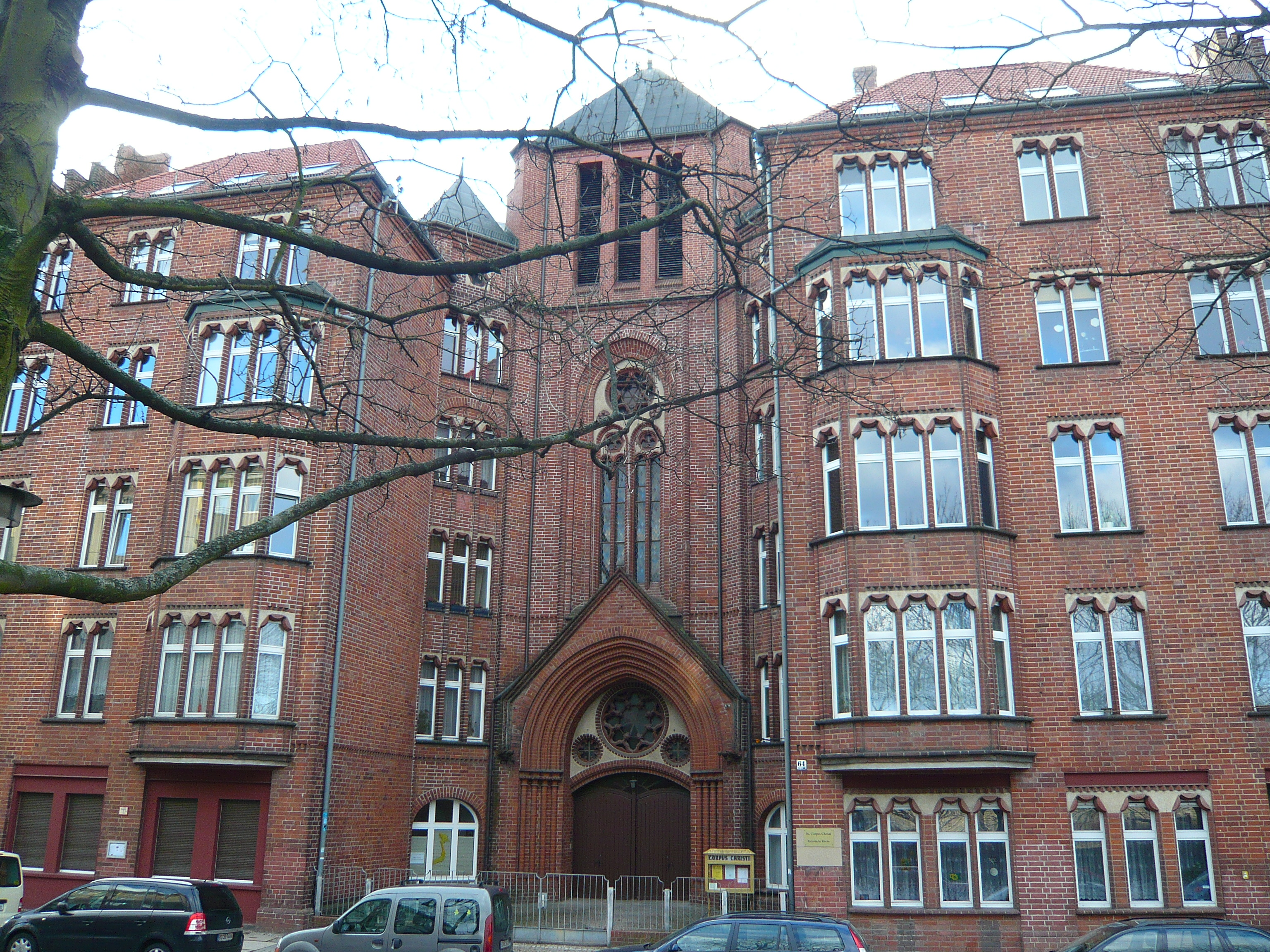
Straßenfront der Kirche mit angrenzenden Wohnbauten

Die römisch-katholische Kirche Ss. Corpus Christi (lat.: Sanctissimum Corpus Christi = ‚Heiligster Leib Christi‘) im Berliner Ortsteil Prenzlauer Berg ist eine vom Architekten Max Hasak im Jahre 1904 errichtete Kirche im neugotischen Stil und befindet sich in der Conrad-Blenkle-Straße 64. Die Grundsteinlegung erfolgte am 10. Juli 1904, die Kirchweihe am 15. Dezember 1904. Der Kirchturm wurde im Jahr 1990 auf eine Höhe von 40 Meter aufgestockt. Der gesamte Komplex einschließlich der im gleichen Stil angebauten Wohnhäuser beidseitig wurde 1992 umfassend renoviert.
Die Kirche gehört heute zu der am 1. Januar 2021 errichteten Pfarrgemeinde Heilige Theresa von Avila Berlin Nordost im Erzbistum Berlin, zu der mit der Pfarrei SS. Corpus Christi die Pfarreien St. Josef (Berlin-Weißensee), St. Georg (Berlin-Pankow) und Heilig Kreuz (Berlin-Hohenschönhausen) fusionierten.

## Geschichte

### Die ersten Jahre
Am 29. Oktober 1900 veranlasste Erzpriester Wilhelm Frank, Pfarrer der St.-Pius-Gemeinde zu Berlin, die Gründung eines Sammelvereins zur Errichtung einer neuen Kirche. Das Baugrundstück in der damaligen Thorner Straße (heute Conrad-Blenkle-Straße) wurde 1902 gekauft, und mit Max Hasak konnte ein in Kirchenbauten bereits erfahrener Architekt gewonnen werden. Am 31. März 1904 erfolgte der erste Spatenstich, am 1. Oktober 1904 wurde die Kuratie Ss. Corpus Christi errichtet, und am 15. Dezember 1904 wurde die neue Kirche geweiht. Dieser Kirchenbau war jedoch nur eine Teilkirche, da die finanziellen Mittel für die ursprünglichen Pläne Hasaks nicht ausreichten. Die Kuratie Ss. Corpus Christi wurde am 3. August 1911 zur selbstständigen Pfarrei Ss. Corpus Christi erhoben.
In den Jahren 1907/1908 wurden die fünfgeschossigen Wohngebäude beidseitig nach Hasaks Plänen angebaut und die Fassade des Gotteshauses fertiggestellt.

### Vom Ersten Weltkrieg bis zum Ende des Zweiten Weltkriegs
Ein Brand zerstörte am 21. Juni 1915 die erst elf Jahre alte Kirche komplett. Als Ursache des Feuers gilt eine Selbstentzündung, die mit dem Ersten Weltkrieg in Verbindung gebracht wird. 1917 wurde ein totaler Neuaufbau der Kirche beschlossen, der nun direkt auf den Plänen von Hasak erfolgte. Die Gemeinde erwarb in diesem Jahr den 1892–1894 vom Bildhauer Georg Busch in München angefertigten Marienaltar. 1918 begann der Wiederaufbau, am 5. Dezember 1920 wurde der Neubau geweiht. Der Baukomplex ist deutlich größer als die erste Kirche. Zur Kirchweihe stiftete Papst Benedikt XV. der Gemeinde ein Ziborium und Reliquien der Märtyrer Sebastian, Theodor und Eustachius. Am 18. Oktober 1922 wurde der von Georg Schreiner geschaffene Hochaltar geweiht. Die Weihe der Steinmeyer-Orgel folgte am 6. Dezember 1925.
Im Jahr 1944 wurden Teile der Kirche durch Bombeneinschlag zerstört. Der Keller unter der Kirche diente am Ende des Zweiten Weltkriegs als Luftschutzraum.

### Von 1945 bis zum wiedervereinigten Deutschland
In den ersten Nachkriegsjahren wurden die Kriegsschäden an der Kirche von Gemeindemitgliedern repariert. Das Gotteshaus erhielt den Status einer provisorischen Bischofskirche.
In den Jahren 1960 und 1976/1977 erfolgten Renovierungen der Kirche, die letztere vor allem nach den Empfehlungen des Zweiten Vatikanischen Konzils führte zu einer Vereinfachung des Innenraumes.
Auch in der DDR gab es ein aktives Gemeindeleben, das immer wieder durch ungewöhnliche Ereignisse bereichert wurde, wie beispielsweise am 17. April 1988 vom Auftritt einer Gospelgruppe der US Army in der Kirche.
Im Jahr 1990 erhielt die Kirche seit ihrem Neuaufbau nach dem Brand von 1915 wieder einen Glockenturm. Die drei neuen Bronzeglocken wurden durch zahlreiche Spenden inner- und außerhalb der Corpus-Christi-Gemeinde finanziert. Vor allem der damalige Pfarrer der Gemeinde, Herrmann Josef Weinsziehr, war monatelang unterwegs, um Spenden für die Glocken zu akquirieren. Sie wurden am 3. Oktober 1990 zum Tag der Deutschen Einheit geweiht. Sie wiegen 724 kg, 420 kg sowie 315 kg und sind auf die Töne g1, b1 und c2 gestimmt. Die größte Glocke trägt die Inschrift: Rufe die Menschen zum Gotteslob, zur Versöhnung und zum Frieden.

## Architektur

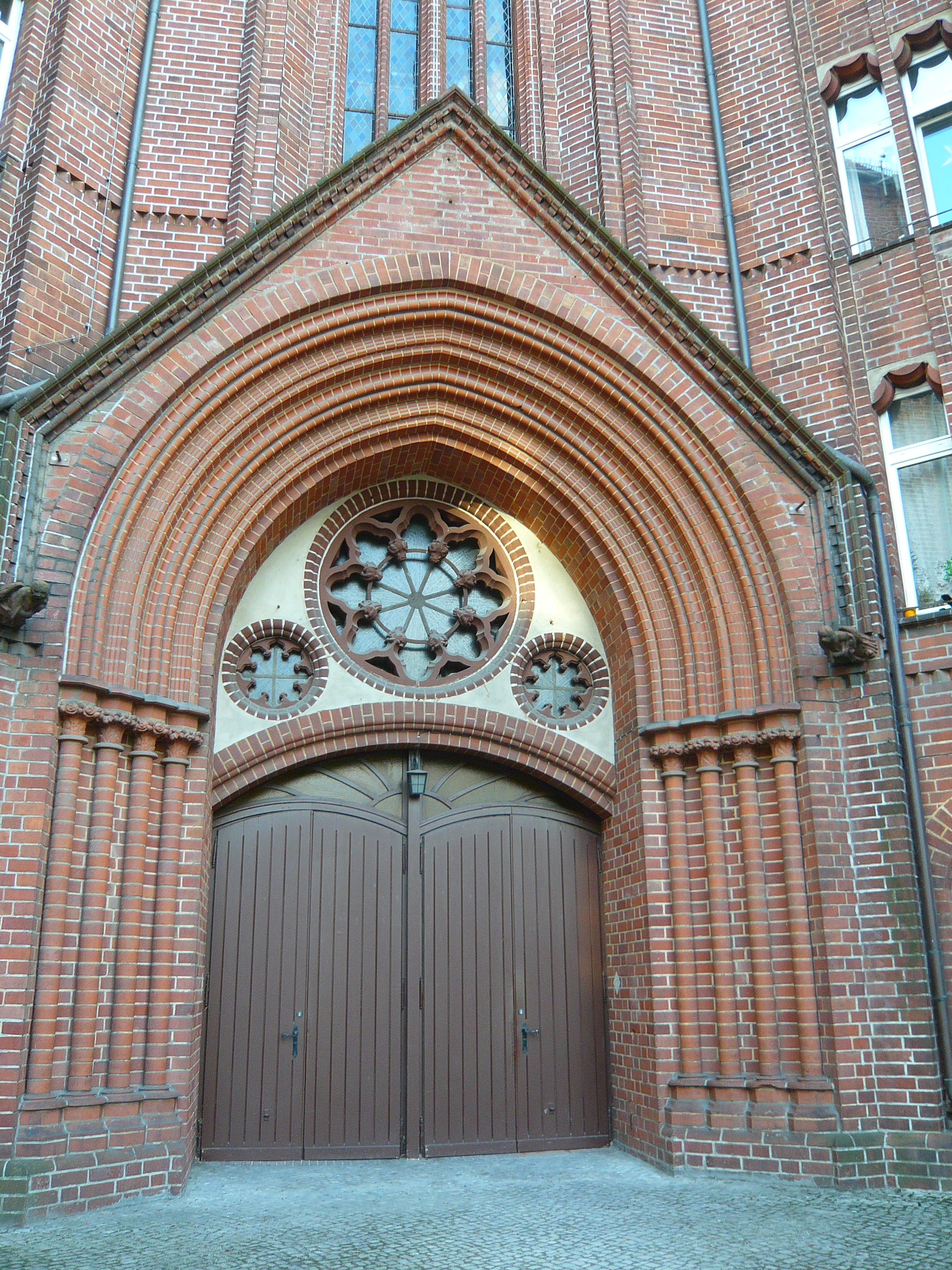
Haupteingang

### Straßenfront
Die Kirche in ihrer heutigen Form ist von der Straßenseite her eher unscheinbar. Die schmale Kirchenfront liegt leicht zurückgesetzt zwischen den beiden 1908 fertiggestellten Wohnhäusern. Der erst 1990 ergänzte turmartige Aufsatz über dem Hauptportal der Kirche ragt nur unwesentlich über die Dächer der flankierenden Wohnhäuser hinaus und trägt ein zwei Meter hohes Kreuz. Die Fassaden der Kirche und der Wohnhäuser bestehen vornehmlich aus ziegelverblendetem Mauerwerk. Die Fenster sind im Rundbogenstil gefertigt und zu je zwei oder drei nebeneinander vorhangartig gruppiert. Das doppelte Rundbogenfenster an der Eingangsfassade des Kirchengebäudes erstreckt sich über zweieinhalb Etagen, im Bogensegment befindet sich eine Farbglas-Rosette in Form eines Judensterns.

### Hofseite und Innenarchitektur

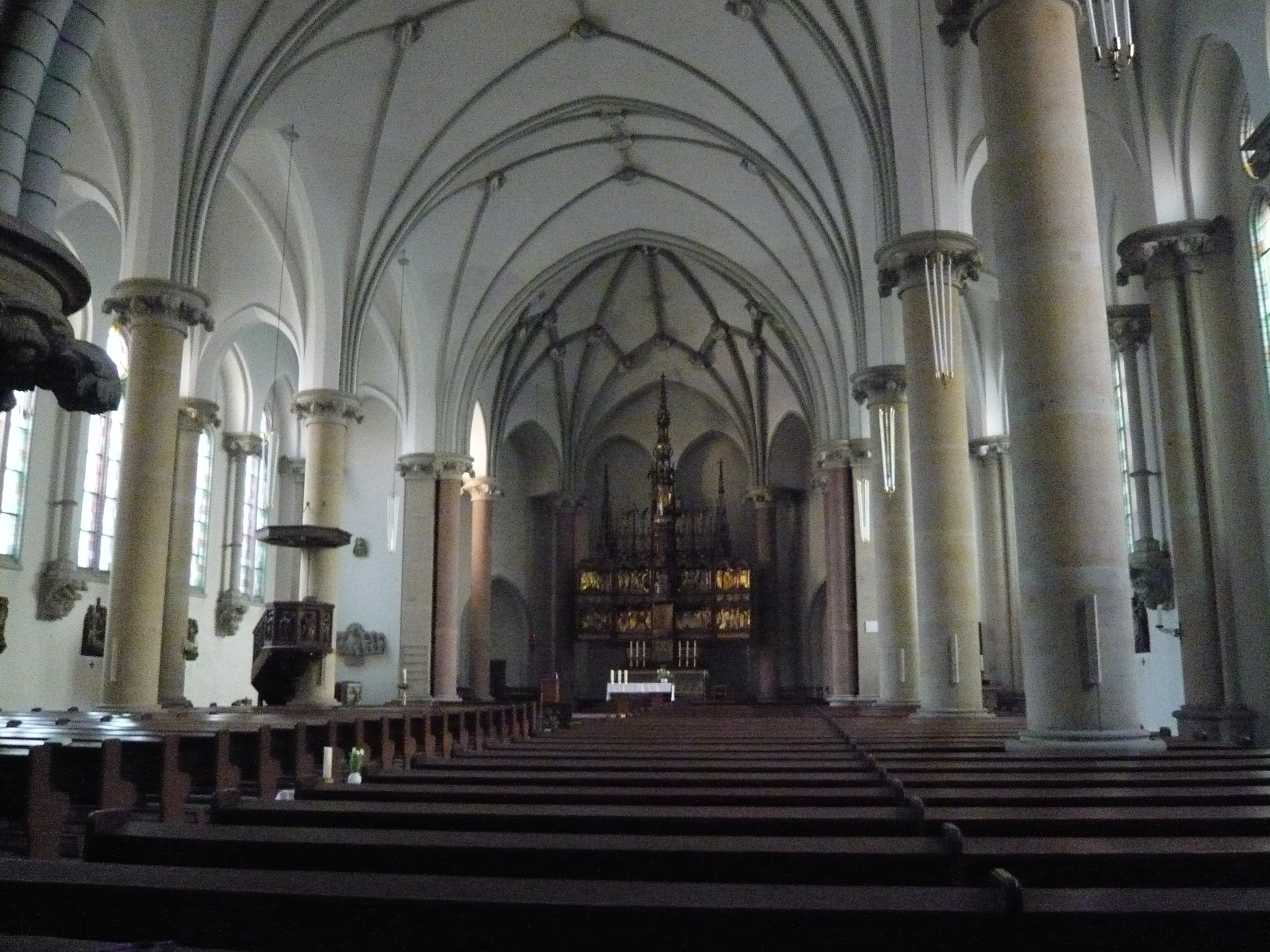
Kirchenhauptschiff

Da es sich um eine Berliner Hofkirche handelt, die sich in die Blockbebauung einfügt, erstreckt sich das gesamte Kirchenschiff in den von der Straße aus nicht sichtbaren Hinterhof.
Das Innere der Hallenkirche ist sehr weiträumig und bedeutend größer, als es von außen vermutet werden kann. Es dominiert das breite Mittelschiff mit grauen Säulen aus Sandstein; die Seitenschiffe sind im Gegensatz dazu sehr schmal. Die Säulen sind mit vegetabilisch und figürlich gestalteten Kapitellen und Wandkonsolen geschmückt. Die Säulen auf den Wandkonsolen mit figürlich gestalteten Schlusssteinen wurden hauptsächlich von Gemeindemitgliedern gespendet, wie an den unteren Inschriften zu erkennen ist. Die Kirchendecke ist als Sternenhimmel mit plastischen Engelsbüsten und Spruchbändern dargestellt. Der Altarraum wird von roten Sandsteinsäulen umgeben. Links davon befindet sich die Sakristei, rechts die Kapelle. Im hinteren Teil des Kirchenschiffes ist die Orgelempore. Der Fußboden ist mit Solnhofener Platten ausgekleidet, die größtenteils noch aus der ersten Bauzeit von 1904 stammen.

## Ausstattung

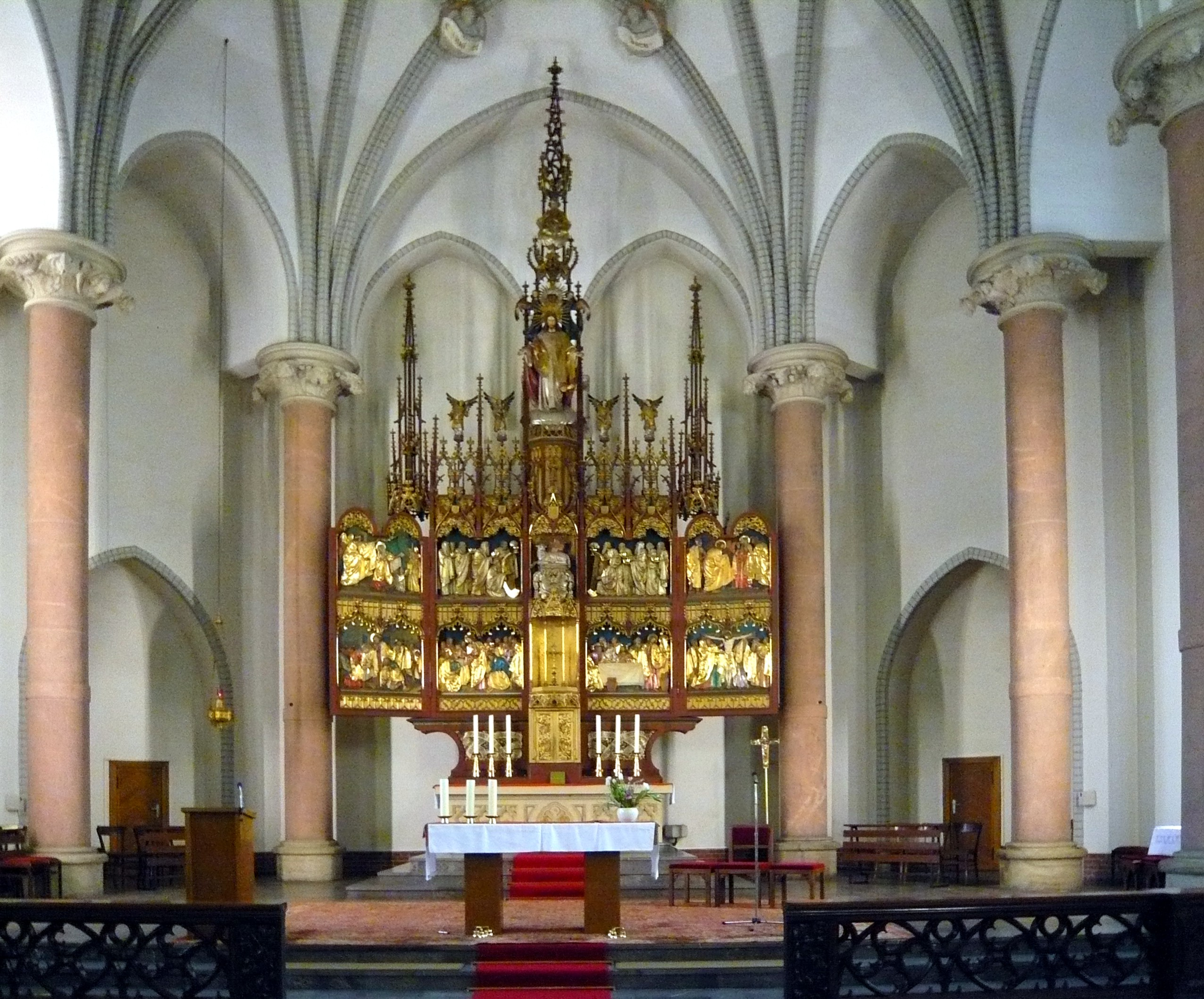
Hochaltar

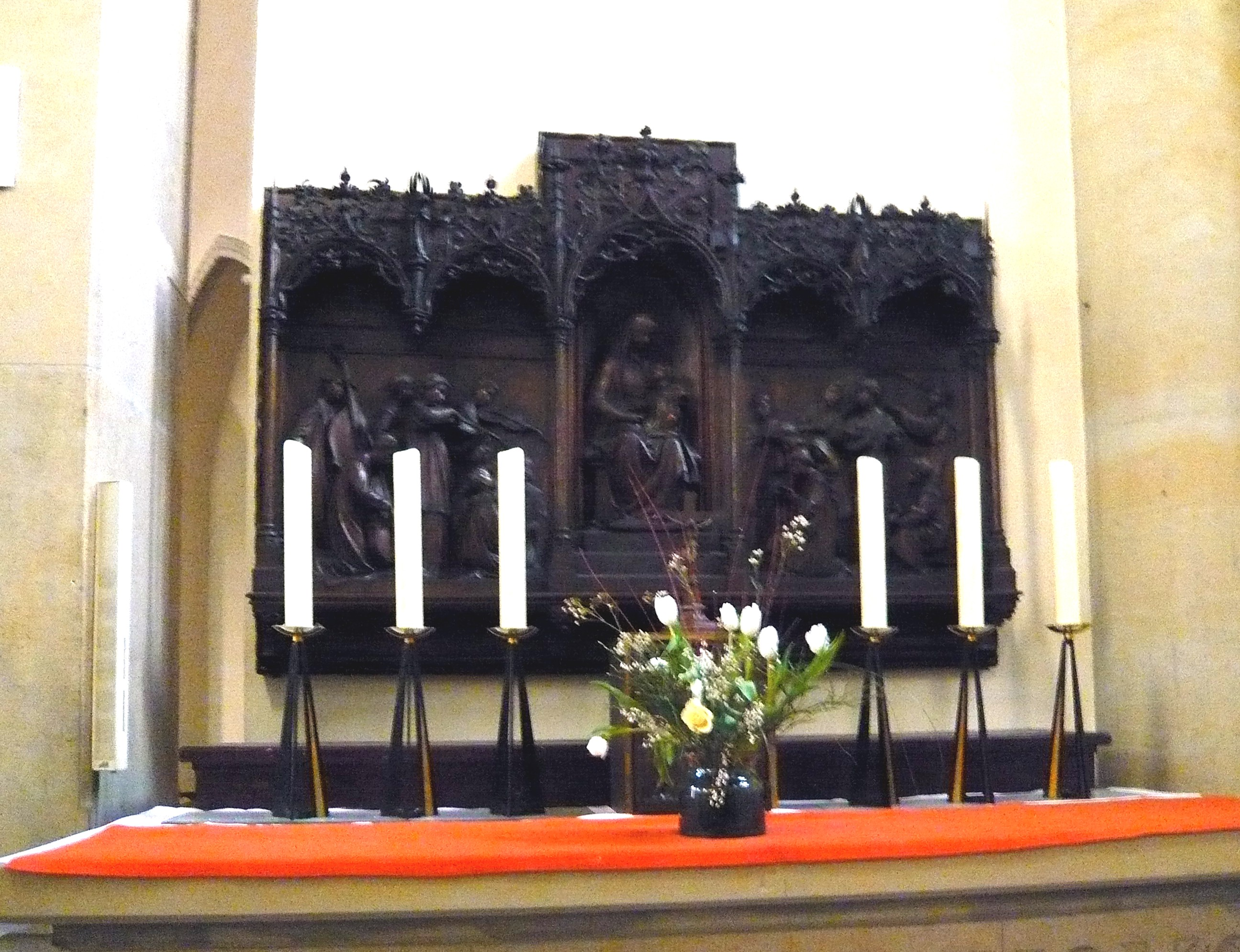
Marienaltar

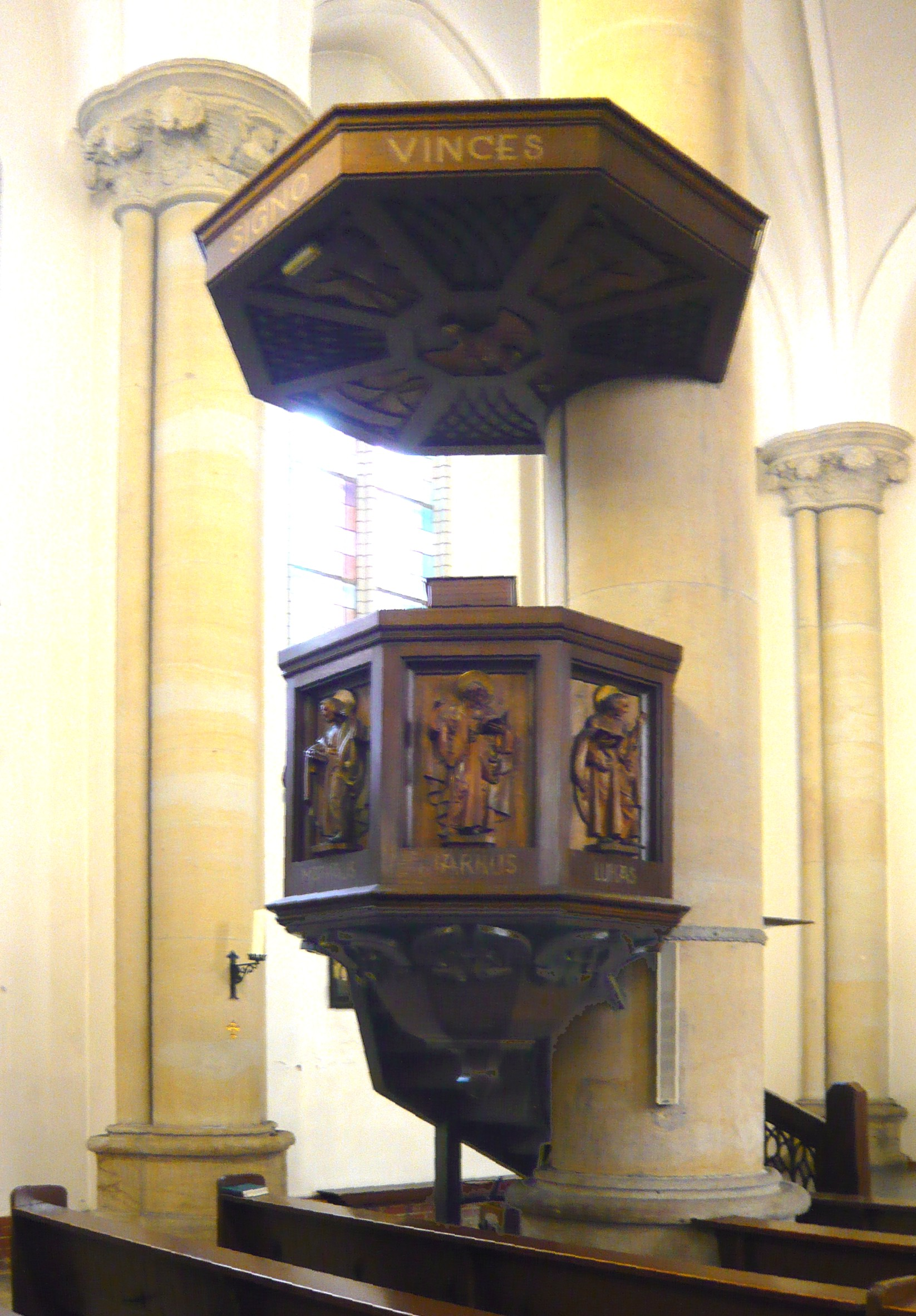
Kanzel

Die Kunstgegenstände in der Kirche sind, bis auf den Heldenaltar, nicht speziell für diese Kirche angefertigt worden. Für die Corpus-Christi-Kirche wurden prägnante und typische Einzelstücke von Künstlern aus Süddeutschland erworben.

### Hochaltar
Die Bildhauer Georg Schreiner aus Regensburg und der Kunstmaler Martin Feuerstein aus München schufen im Jahre 1922 den Flügelaltar im Auftrag der Corpus-Christi-Kirchengemeinde. Dieser Altar mit hoch in das Chorgewölbe aufsteigendem Gesprenge wurde nach spätgotischen Vorbildern gestaltet. Großes Grundthema der gesamten Anlage ist das Altarssakrament.
Die Flügel des geschlossenen Schreines (Werktagsseite) zeigen die Darstellung Christi in der Todesnot am Ölberg (links) und seiner Grablegung und Beweinung (rechts). Der Schrein wird seitlich vom Heiligen Georg (links) und vom Heiligen Florian (rechts) begleitet, großen plastischen Figuren in Rüstungen. Sie sind nur sichtbar, wenn der Schrein geschlossen ist. Auf dem Gesprenge befinden sich vier Engels-Statuetten.
Im geöffneten Zustand sind acht vergoldete Holzreliefs zu sehen. Sie zeigen verschiedene Bibelszenen wie die Verkündigung Mariä, die Geburt Christi, die Anbetung der Hirten, die Hochzeit zu Kana, das Letzte Abendmahl, Kreuztragung und Abschied Jesu von seiner Mutter sowie die Kreuzigung Christi. Diese Darstellungen sind stilistisch von der Kunst der Renaissance geprägt.
Sowohl im geöffneten als auch im geschlossenen Zustand ist die nach oben strebende Mittelachse des Hochaltars zu sehen. Von unten nach oben besteht sie aus folgenden Elementen: dem Tabernakel, der Aussetzungsnische für die große Monstranz, dem apokalyptischen Lamm, dem segnenden Christus und ganz oben Gottvater mit der Taube des Heiligen Geistes.

### Marienaltar und Heldenaltar
Der hölzerne Marienaltar wurde 1895 von Georg Busch in einem Stilmix aus Neorenaissance, Neogotik und Jugendstil geschaffen. Er stellt die Mutter Gottes mit dem Jesuskind sitzend auf einem erhöhten Thron dar. Links und rechts von ihnen stehen insgesamt 16 musizierende Knaben. Dieser Altar wurde 1917 von der Gemeinde Corpus Christi erworben und steht im rechten Seitenschiff. Über dem Marienaltar ist an der Wand ein hölzernes Kruzifix angebracht.
Der Heldenaltar wurde 1916 von Martin Feuerstein geschaffen und ist „Den im Weltkrieg 1914–1918 gefallenen Helden“ (Sockelinschrift) gewidmet. Bei dem Altar handelt es sich im Wesentlichen um ein Gemälde, das den am Boden liegenden toten Jesus zeigt, der von zwei Frauen betrauert wird. Der Heldenaltar wurde 1915 von der Gemeinde bestellt.

### Wandbilder, Taufstein und Kanzel

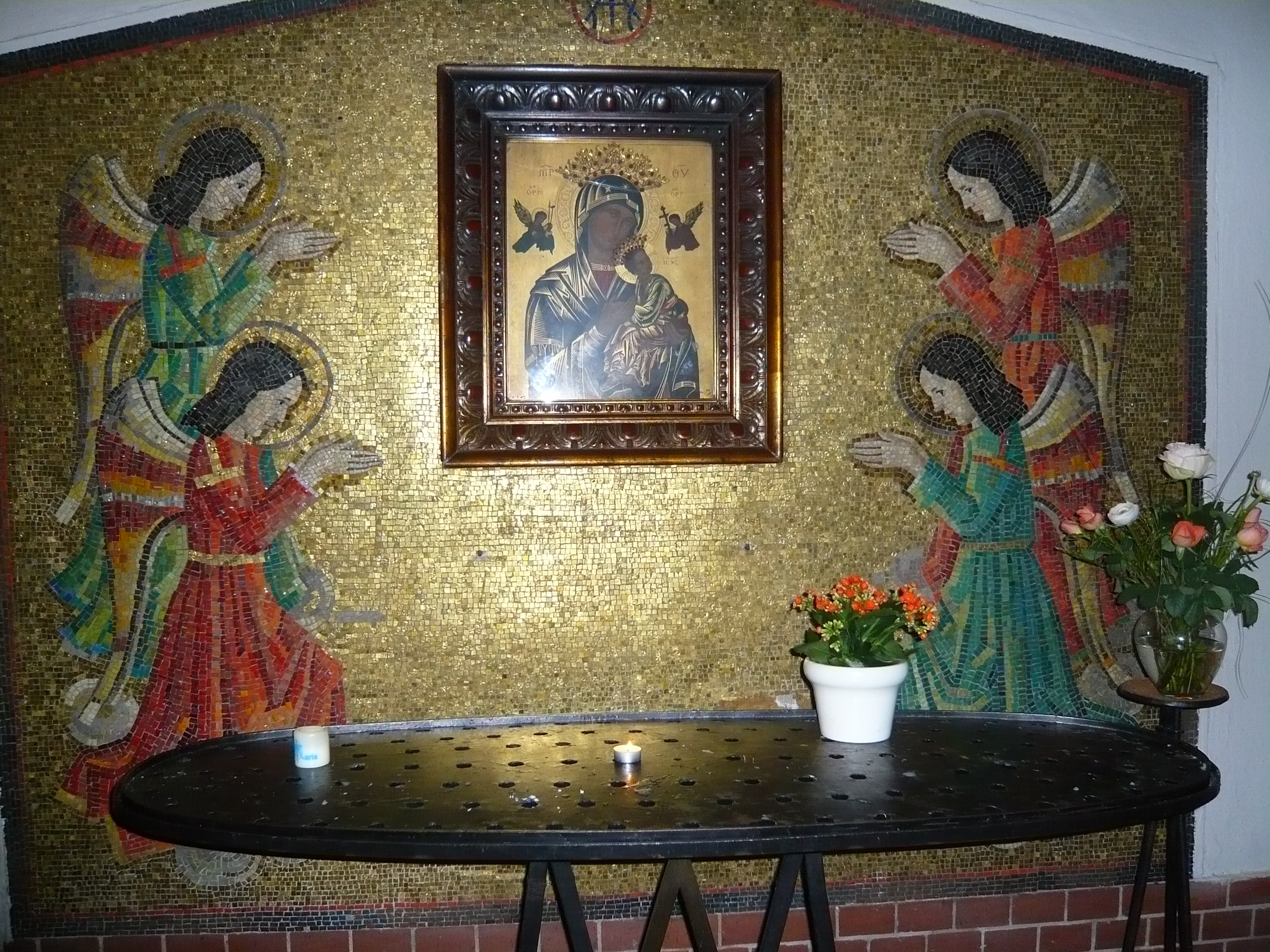
Marienikone

- In den Seitenschiffen befinden sich geschnitzte Darstellungen des Kreuzweges, die aus dem Jahr 1920 stammen.
- Unter der Empore zeigt ein großes Ölbild die Beweinung Christ, das  ebenfalls von Martin Feuerstein gemalt wurde.[1]
- Links neben dem Hochaltar, an der Stirnseite des Seitenschiffes, befindet sich ein Taufstein aus Sandstein, sein hölzerner Deckel wurde später ergänzt.
- Die Kanzel im Hauptschiff wurde aus Eichenholz geschnitzt und datiert aus den 1930er Jahren. Der Kanzelkorb ist mit Figuren der vier Evangelisten geschmückt.
- Im Eingangsbereich befinden sich eine Marienikone in einer Goldmosaikwand, umgeben von adorisierenden Engeln, gegenüber ein Goldmosaik mit der Darstellung des Heiligen Josef, von Vater und Mutter verehrt.[1]

### Orgel

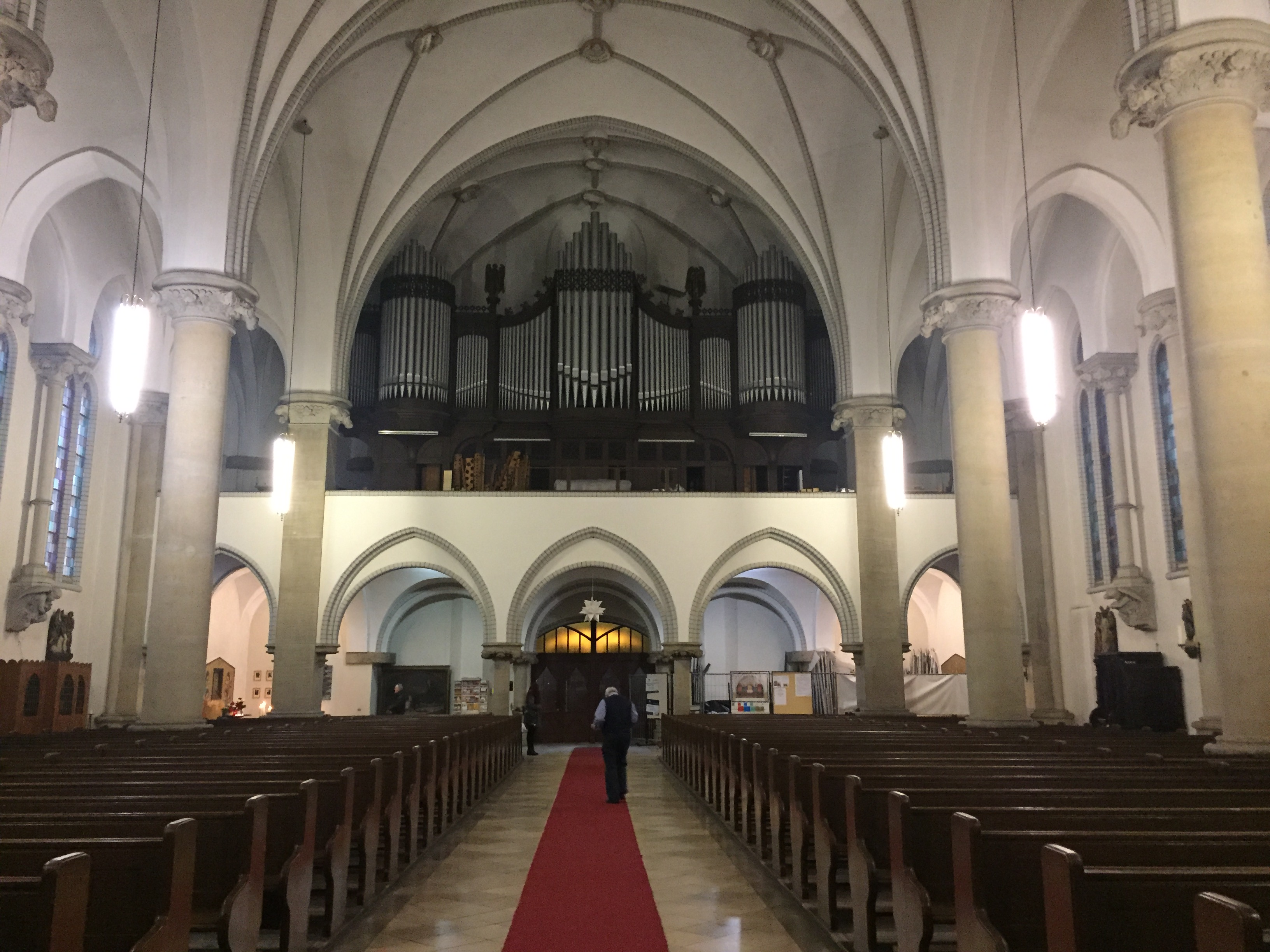
Empore mit Orgel

Die Orgel der Ss.-Corpus-Christi-Kirche entstand im Jahr 1925 als Opus 1400 der Firma Steinmeyer mit zunächst 68 Registern zzgl. Glockenspiel und wurde am 6. Dezember 1925 geweiht. Die Disposition entstand nach einem Entwurf von Otto Dunkelberg. Nach einer Erweiterung um die Bombarde im Pedal und das Waldhorn im II. Manual im Jahr 1943 besitzt sie 4700 Pfeifen, davon 107 im hölzernen neugotischen Prospekt und 4593 im Inneren der Orgel. Sie hat den Zweiten Weltkrieg fast unbeschadet überstanden und befindet sich auch heute noch im nahezu unveränderten Originalzustand. Durch Heizungsstaub, ungünstige und stark variierende klimatische Verhältnisse in der Kirche und häufige liturgische Nutzung und damit einhergehenden Schäden bedurfte die Orgel jedoch einer Sanierung, die von der Firma Orgelbau Fleiter aus Münster durchgeführt wurde. Die Wiedereinweihung fand am 10. Juni 2018 statt. Es handelt sich um die zweitgrößte Orgel einer katholischen Kirche im Berliner Raum. Über den Pfeifen sitzen vier Engelsfiguren. Sie verfügt über folgende Disposition:
| I Hauptwerk C–c4 |                         |        |
| 01.              | Prinzipal               | 16′    |
| 02.              | Grossflöte              | 16′    |
| 03.              | Prinzipal major         | 08′    |
| 04.              | Violoncello             | 08′    |
| 05.              | Dolce                   | 08′    |
| 06.              | Gedeckt                 | 08′    |
| 07.              | Doppelflöte             | 08′    |
| 08.              | Oktav                   | 04′    |
| 09.              | Viola                   | 04′    |
| 10.              | Rohrflöte               | 04′    |
| 11.              | Oktav                   | 02′    |
| 12.              | Kornett III–V           | 08′    |
| 13.              | Rauschquinte II         | 02 ⁄3′ |
| 14.              | Mixtur IV–VI            | 02′    |
| 15.              | Cimbel III              | 01′    |
| 16.              | Trompete                | 16′    |
| 17.              | Tuba                    | 08′    |
| 18.              | Große Glocken (E, G-g') |        |

| II Schwellwerk C–c4 |                  |        |
| 19.                 | Bordun           | 16′    |
| 20.                 | Prinzipal minor  | 08′    |
| 21.                 | Gamba            | 08′    |
| 22.                 | Gedeckt          | 08′    |
| 23.                 | Quintatön        | 08′    |
| 24.                 | Wienerflöte      | 08′    |
| 25.                 | Unda Maris       | 08′    |
| 26.                 | Kleinprinzipal   | 04′    |
| 27.                 | Traversflöte     | 04′    |
| 28.                 | Salizet          | 04′    |
| 29.                 | Piccolo          | 02′    |
| 30.                 | Sesquialtera II  | 02 ⁄3′ |
| 31.                 | Progressio III–V |        |
| 32.                 | Klarinette       | 08′    |
| 33.                 | Waldhorn         | 08′    |
|                     | Tremulo          |        |

| III Schwellwerk C–c4 |                 |         |
| 34.                  | Stillgedeckt    | 16′     |
| 35.                  | Hornprinzipal   | 08′     |
| 36.                  | Gemshorn        | 08′     |
| 37.                  | Aeoline         | 08′     |
| 38.                  | Vox coelestis   | 08′     |
| 39.                  | Lieblichgedeckt | 08′     |
| 40.                  | Konzertflöte    | 08′     |
| 41.                  | Prestant        | 04′     |
| 42.                  | Violine         | 04′     |
| 43.                  | Fernflöte       | 04′     |
| 44.                  | Flautino        | 02′     |
| 45.                  | Nasard          | 02 ⁄3′  |
| 46.                  | Terz            | 01 3⁄5′ |
| 47.                  | Septime         | 01 ⁄7′  |
| 48.                  | None            | 08⁄9′   |
| 49.                  | Campanella IV   | 02′     |
| 50.                  | Fagott          | 16′     |
| 51.                  | Feldtrompete    | 08′     |
| 52.                  | Oboe            | 08′     |
| 53.                  | Clarine         | 04′     |
| 54.                  | Vox Humana      | 08′     |
|                      | Tremulo         |         |

| Pedal C–g1 |                      |         |
| 55.        | Prinzipalbass        | 32′     |
| 56.        | Prinzipalbass        | 16′     |
| 57.        | Violon               | 16′     |
| 58.        | Subbass              | 16′     |
| 59.        | Echobass (Nr. 19)    | 16′     |
| 60.        | Oktavbass            | 08′     |
| 61.        | Gedecktbass          | 08′     |
| 62.        | Gambenbass (Nr. 21)  | 08′     |
| 63.        | Choralbass           | 04′     |
| 64.        | Quintbass            | 10 2⁄3′ |
| 65.        | Pedalcornett III     | 03 1⁄5′ |
| 66.        | Mixturbass IV        | 02 ⁄3′  |
| 67.        | Bombarde             | 32′     |
| 68.        | Posaune              | 16′     |
| 69.        | Fagottbass (Nr. 50)  | 16′     |
| 70.        | Trompete (Nr. 51)    | 08′     |
| 71.        | Bassclarine (Nr. 53) | 04′     |

- Koppeln:
  - Normalkoppeln: II/I, III/I, III/II, I/P, II/P, III/P
  - Suboktavkoppeln: I/I, II/I, III/I, II/II, III/II, III/III, I/P, III/P, P/P
  - Superoktavkoppeln: II/I, III/I, III/II, III/III
  - Melodiekoppeln: II/I, III/I